# Nombres de Neó

Un nombre de Neó és qualsevol nombre que compleixi que el quadrat del nombre ha de ser igual a la suma de les seves xifres. Un exemple és el número 9: el seu quadrat és 81; 8 i 1 sumen 9, per tant, estem davant d'un nombre de Neó. Els nombrés de Neó són força desconeguts i només se n'han trobat tres que satisfacin la condició: el 0, l'1 i el 9.
```
#Codi que comprova els nombres de Neó existents entre 0 i el valor que es desitgi (input).

num
=
int
(
input
(
"Comprovar si existeixen nombres de Neó del 0 al :"
))
 
#El loop anirà des de 0 fins al valor que sigui introduït en aquest input

llista
=
list
()

for
 
x
 
in
 
range
 
(
num
):

 
quadrat
=
x
**
2

 
string
=
str
(
quadrat
)
 
#Es converteix el quadrat en una string per després poder separar l'string en dígits i sumar-los

 
for
 
a
 
in
 
string
:

 
llista
.
append
(
int
(
a
))

 
suma
=
sum
(
llista
)

 
if
 
suma
 
==
 
x
:

 
print
(
x
)

 
llista
.
clear
()
 
#S'esborra la llista per tornar a començar de nou

```